# C3 (complement)
Het complement-component 3, vaak afgekort als C3, is een eiwit van het immuunsysteem dat voorkomt in het bloed. Het speelt een centrale rol in het complementsysteem, een onderdeel van de aangeboren afweer. Bij mensen wordt het eiwit C3 gecodeerd door het gelijknamige gen C3 op chromosoom 19. Personen die een mutatie hebben in dit gen kunnen leiden aan terugkerende (bacteriële) infecties. Een ernstige C3-deficiëntie kan leiden tot fatale infecties bij pasgeborenen.

## Functie
De drie activatieroutes van het complementsysteem convergeren op de activatie van C3: het eiwit wordt geactiveerd bij zowel de klassieke route, de alternatieve route en de lectineroute tijdens complementactivatie. Bij activatie wordt het C3-eiwit proteolytisch gesplitst in twee componenten, C3a en C3b, die beide uiteenlopende effectorfuncties hebben: ze bevorderen fagocytose, ondersteunen lokale ontstekingsreacties en sturen de humorale immuunrespons. Onderzoeken in muizen met een knock-out voor C3 hebben uitgewezen dat dit complement-eiwit een modulerende rol heeft op de verworven afweer.

## Klinische relevantie
C3 is het meest abundante complement-eiwit in het menselijk bloedserum. Overactivatie van het eiwit kan leiden tot schade aan de lichaamseigen cellen. Hierdoor staat activatie van C3 onder regulatie van diverse endogene inhibitoire moleculen, zoals factor H. Verlaagde waarden van C3 in het bloed zijn in verband gebracht met SLE en enkele nierstoornissen.